# Potôčky
Potôčky é um município da Eslováquia, situado no distrito de Stropkov, na região de Prešov. Tem 3,56 km² de área e sua população em 2018 foi estimada em 66 habitantes.

## Demografia
| Ano:        | 1994 | 2004   | 2014 | 2024    |
| ----------- | ---- | ------ | ---- | ------- |
| Broj ljudi: | 74   | 70     | 63   | 71      |
| Razlika:    |      | -5,40% | -10% | +12,69% |

| Ano:               | 2023 | 2024 |
| ------------------ | ---- | ---- |
| Número de pessoas: | 71   | 71   |
| Diferença:         |      | +0%  |